# Apamea oblonga
Apamea oblonga là một loài bướm đêm thuộc họ Noctuidae. Nó được tìm thấy ở hầu hết châu Âu, phía đông đến miền nam Nga, miền nam Xibia, Thổ Nhĩ Kỳ, Iran, miền bắc Pakistan, Mông Cổ, Trung Quốc (Tân Cương, Heilongjiang, Ningxia), Sakhalin và Nhật Bản.
Sải cánh dài khoảng 43–48 mm. Con trưởng thành bay từ tháng 6 đến tháng 8. Có một lứa một năm.
Ấu trùng ăn các loài nhiều loại cỏ, bao gồm Puccinellia. They mostly feed on the bases of the stems và roots.

## Hình ảnh

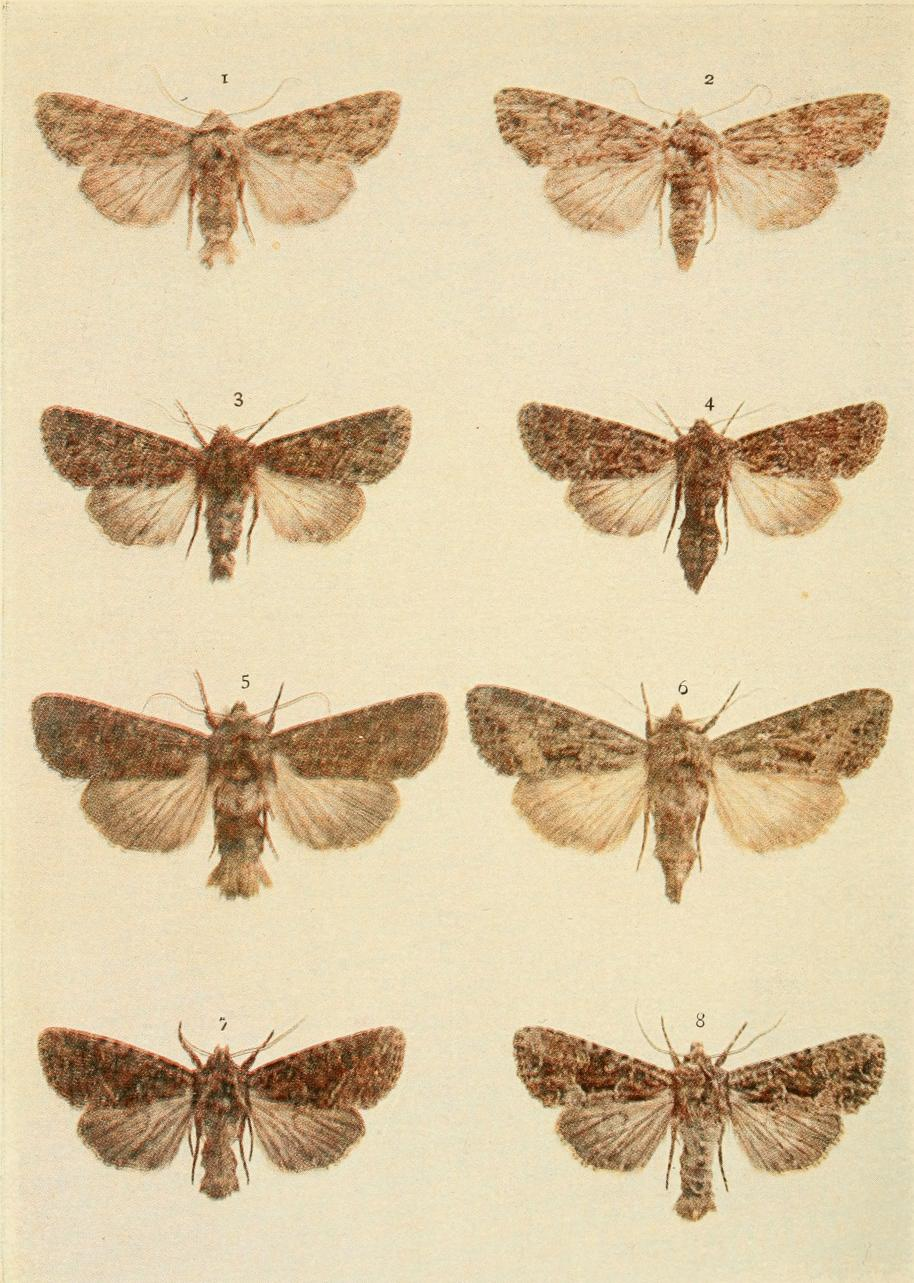